# Eichmann (Adelsgeschlecht)
Eichmann ist der Name zweier aus Hinterpommern beziehungsweise aus Berlin stammender Adelsfamilien.

## Geschichte
Im Jahre 1701 wurde der Rechtsgelehrte, Autor und Kolberger Landrat Ewald Joachim Eichmann (* 1653; † 1717) wegen seiner Verdienste in der Verwaltung anlässlich der Königskrönung  Friedrichs III. in den erblichen Adelsstand erhoben. Er kaufte in den Jahren 1704, 1707 und 1712 die drei Anteile des Gutes Neurese im Kreis Fürstenthum und wurde so Besitzer von ganz Neurese. Später erwarb die Familie noch weitere Güter; in Pommern besaß sie in der Folgezeit die Güter Eichhof, Fichthof, Klingbeck, Kösternitz, Lindenhof, Plauenthin sowie Steglin und in Preußen das Gut Klein Klingbeck bei Heiligenbeil.
Die 1860 nobilitierten Brüder Friedrich von Eichmann (* 1826; † 1875), königlich preußischer Wirklicher Legationsrat, und Georg von Eichmann, königlich preußischer Leutnant im 1. ostpreußischen Grenadierregiment, Söhne des Oberpräsidenten der Rheinprovinz, Franz August Eichmann (* 1793; † 1879), waren nicht mit den pommerschen von Eichmann verwandt und bedienten sich auch eines anderen Wappens.

## Wappen

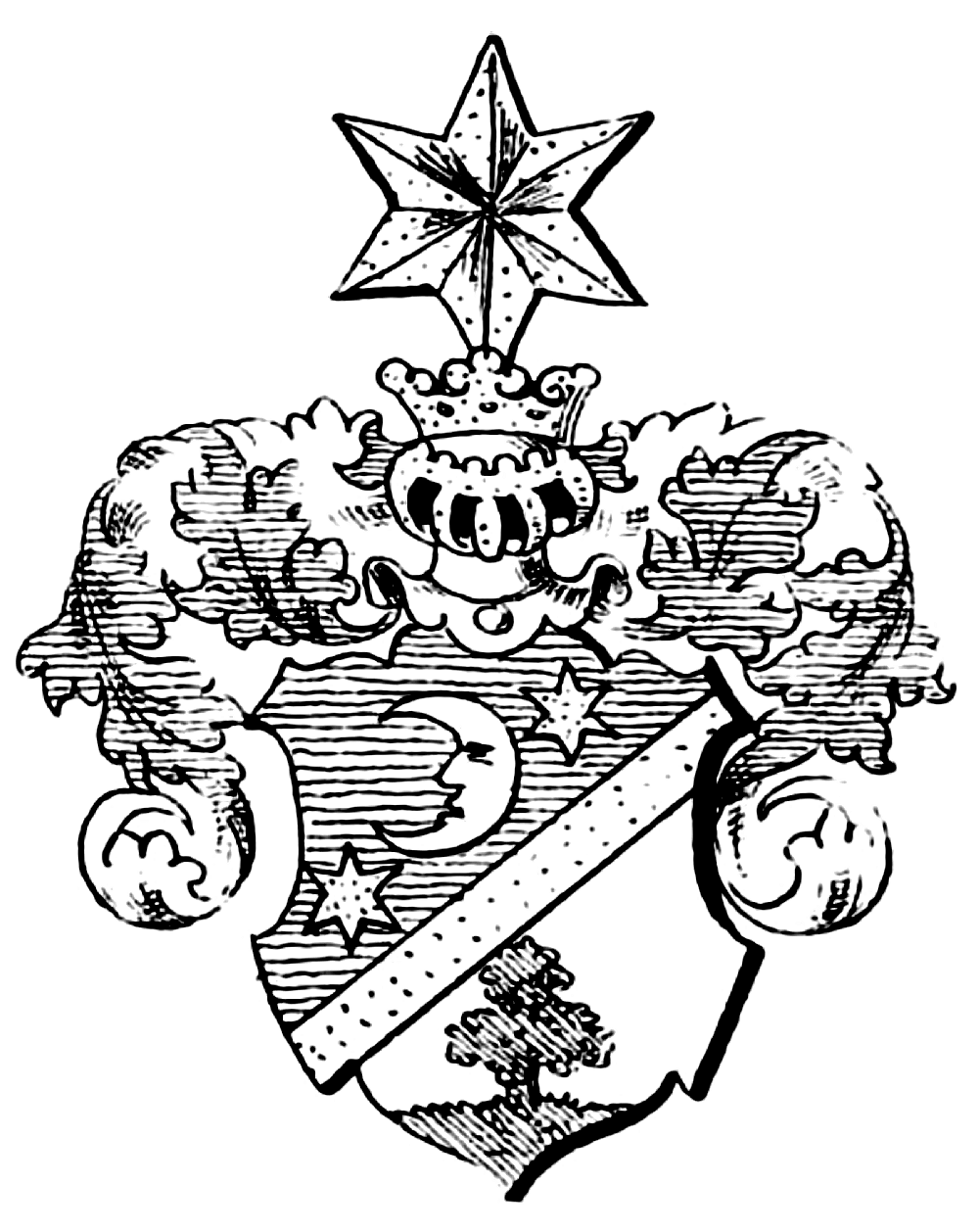
Wappen derer von Eichmann (1701)

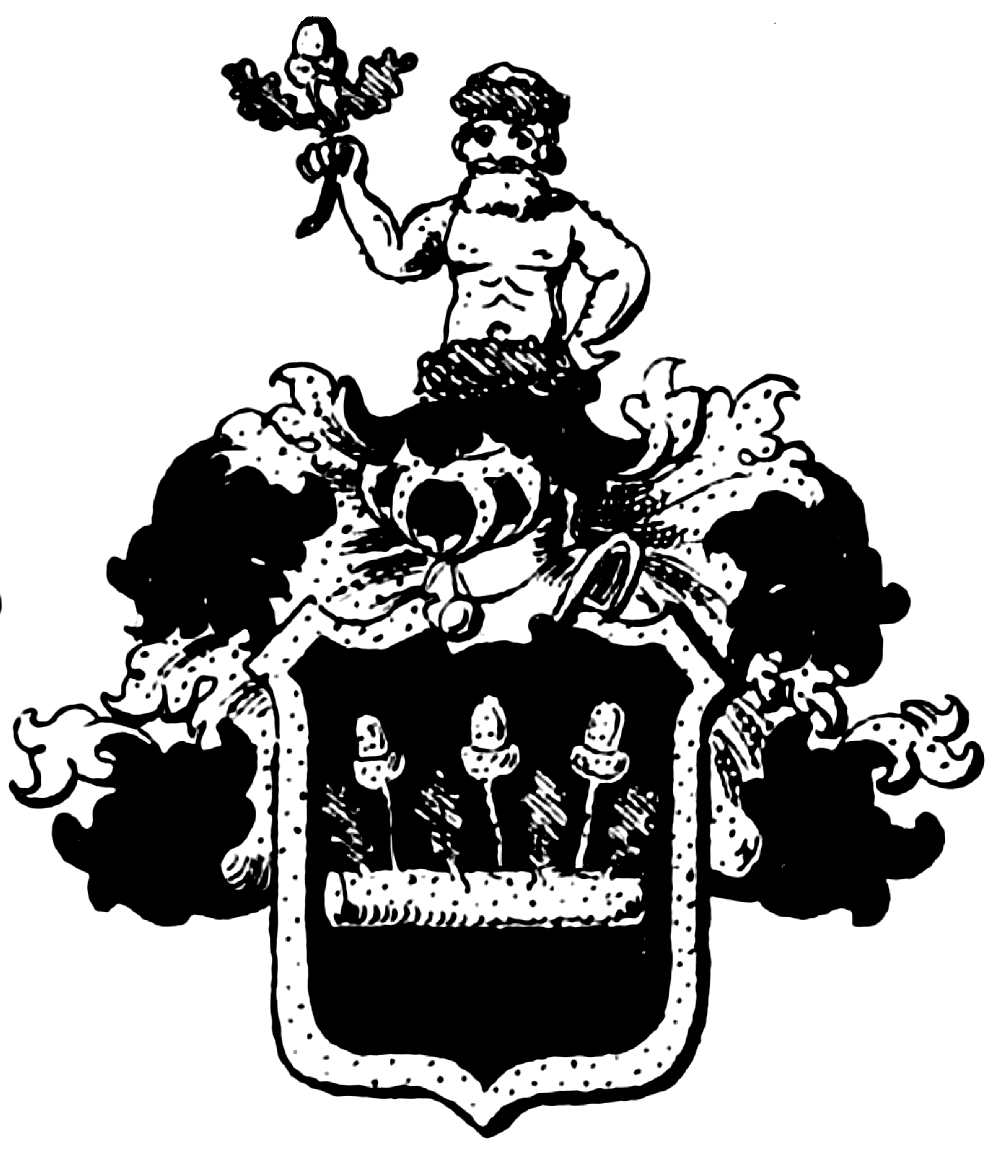
Wappen derer von Eichmann (1860)

(1701) Der Schild ist von einem von der Rechten zur Linken schräg durchschneidenem goldenen Querbalken geteilt. Im oberen blauen Feld der zunehmende Mond zwischen zwei goldenen sechseckigen Sternen, im unteren silbernen Feld eine grüne Eiche. Auf dem gekrönten Helm, mit grün-blau-silbernen Decken, ein sechseckiger goldener Stern. Schildhalter sind auf beiden Seiten zwei mit Eichenlaub bekränzte wilde Männer.
(1860) Der schwarze, gold umrandete Schild ist belegt mit einem querliegenden Eichenast mit grünen Zweigen, daran vier Blätter und drei Eicheln. Auf dem Helm mit schwarz-goldenen Decken, ein Wilder Mann, in der Rechten einen goldenen Eichenzweig mit zwei Blättern und einer Eichel emporhaltend, die Linke gestemmt.

## Namensträger
- Ewald Joachim von Eichmann (1653–1714), Rechtsgelehrter und Landrat in Kolberg
- Matthias Friedrich von Eichmann (†  1760), preußischer Kriegs- und Domänenrat
- Emanuel Ernst von Eichmann (1695–1773), preußischer Kriegs- und Steuerrat[6]
- Martin Ludwig von Eichmann (1710–1792), preußischer General
- Otto Ludwig von Eichmann (1726–1783), preußischer Jurist
- Karl von Eichmann, preußischer Leutnant, kaufte 1804 die Güter Neurese und  Plauenthin
- Friedrich von Eichmann (1826–1875), preußischer Gutsbesitzer, Politiker und deutscher Gesandter
- Fritz von Eichmann (1866–1918), deutscher Verwaltungsbeamter